# Villarroya del Campo
Villarroya del Campo – gmina w Hiszpanii, w prowincji Saragossa, w Aragonii, o powierzchni 16,95 km². W 2011 roku gmina liczyła 78 mieszkańców.